# Domela Nieuwenhuis (familienaam)
De familienaam Domela Nieuwenhuis is  afkomstig van een Deense zeekapitein, met achternaam Nyegaard. Deze kapitein leed schipbreuk in de buurt van Kennemerland.
De kapitein vestigde zich vervolgens als koopman te Alkmaar, waarbij hij zijn naam Nyegaard vernederlandste tot Nieuwenhuis. 

## Nageslacht
De zoon van deze kapitein was prof. dr. Jacobus Nieuwenhuis (1777 - 1857), gehuwd met een Friese vrouw met achternaam Domela. 
Een zoon van deze Jacob Nieuwenhuis, Ferdinand Jacob (1808 - 1869), voegde de naam van zijn moeder bij zijn familienaam. Bij Koninklijk besluit van 10 juli 1859, nr. 78 werd hem formeel ook toegestaan de naam 'Domela' toe te voegen aan de achternaam 'Nieuwenhuis'
Ferdinand Jacob was de vader van Jacob Domela Nieuwenhuis en van de beroemdste telg, Ferdinand Domela Nieuwenhuis (1846 - 1919), de politicus en anarchist. Zijn broer was dr. A.J. Domela Nieuwenhuis, kunstverzamelaar.
Ferdinand Domela Nieuwenhuis is viermaal gehuwd geweest en kreeg in totaal negen kinderen, van wie er twee op jonge leeftijd stierven. De jongste zoon was César Domela (1900 - 1992).
Jan Derk Domela Nieuwenhuis Nyegaard (1870 - 1955) was de zoon van Jacob Domela Nieuwenhuis. Hij voegde de achternaam Nyegaard aan zijn naam toe, naar de stamvader uit Denemarken.
Jacob Ferdinand Sypko Nyegaard Domela Nieuwenhuis (1900 - 1944) was zoon van predikant Jan Derk Domela Nieuwenhuis Nyegaard en Andrea Elisabeth Hermina Sijpkens. Hij was een Nederlands verzetsstrijder, advocaat, procureur en politicus.